# هيتشكوك / تروفو (فلم)
هيتشكوك / تروفو (بالإنجليزية: Hitchcock/Truffaut) هو فيلم وثائقي فرنسي أمريكي لعام 2015 من إخراج الناقد السينمائي كينت جونز عن كتاب عن ألفريد هيتشكوك وتأثيره على السينما، من تأليف المخرج الفرنسي فرانسوا تروفو.
أجرى تروفو مقابلة مع هيتشكوك على مدار ثمانية أيام في عام 1962 في مكتب هيتشكوك في يونيفرسال ستوديوز لكتابة هذا الكتاب. يعرض الفيلم الوثائقي إنعكاسات آراء من مخرجين من بينهم جيمس جراي، ومارتن سكورسيزي، وبول شريدر، وويس أندرسون، وديفيد فينشر، وأرنود ديسبليشين، وأوليفيير أساياس. يقوم بدور الراوي في الفيلم الممثل الأمريكي بوب بلابان وهو الذي شارك المخرج تروفو في تمثيل فيلم «لقاءات قريبة من النوع الثالث» عام 1977. عرض الفيلم لأول مرة في مهرجان «كان» السينمائي لعام 2015، وايضا في مهرجان تورنتو السينمائي الدولي لعام 2015.

## طاقم التمثيل
الفريد هيتشكوك: (1899 - 1980) منتج ومخرج أفلام إنجليزي وحاصل على لقب سير
فرانسو تروفو: (1932 – 1984) مخرج ومنتج وممثل وكاتب سيناريو وناقد سينمائي فرنسي
ويس أندرسون: (مواليد 1969) مخرج وكاتب ومنتج وممثل أمريكي
أوليفيير أساياس: (مواليد 1955) كاتب سيناريو، ومخرج أفلام، وناقد سينمائي، وكاتب فرنسي
بيتر بوجدانوفيتش: (مواليد 1939) مخرج أفلام وممثل ومؤلف ومنتج أمريكي من أصل صربي. وهو كذلك مؤرخ وناقد سينمائي
أرنود ديسبليشين: (مواليد 1960) مصور سينمائي وكاتب سيناريو ومخرج وممثل فرنسي
ديفيد فينشر: (مواليد 1962) مُخرج ومنتج أفلام أمريكي، معرف بأفلامه ذات الطابع المظلم
جيمس جراي: (مواليد 1969) مخرج أفلام، وكاتب سيناريو، وصانع أفلام أمريكي
كيوشي كيروساوا: (مواليد 1955) مخرج أفلام وكاتب السيناريو ويعد من أشهر مخرجي السينما اليابانية، ومتخصص في أفلام الرعب
ريتشارد لينكلايتر: (مواليد 1960) مخرج وسيناريست ومنتج أمريكي
بول شريدر: (مواليد 1946) كاتب ومخرج وناقد أمريكي. شارك في تأليف أبرز أعمال المخرج مارتن سكورسيزي
مارتن سكورسيزي: (مواليد 1942) مخرج سينمائي أمريكي من أصل إيطالي، يعد من أشهر المخرجين في هوليود

### عن الكتاب
صدر الكتاب عام 1966 من تأليف فرانسوا تروفو عن ألفريد هيتشكوك، صدر أصلاً بالفرنسية تحت عنوان «السينما حسب ألفريد هيتشكوك»، تم نشره لأول مرة «روبرت لافونت للنشر»، الكتاب يستند على حوار تم عام 1962 بين هيتشكوك وتروفو، حيث قضى المخرجان أسبوعًا في غرفة في يونيفرسال ستوديوز يتحدثان عن الأفلام، وبعد وفاة هيتشكوك، قام تروفو بتحديث الكتاب بمقدمة جديدة وفصل أخير عن أفلام هيتشكوك اللاحقة.

## التحضير
كتب تروفو وهو في نصف عمر هيتشيكوك (وقتها كان رصيده 3 أفلام فقط مع شهرة عالمية) خطاب يدعوه إلى إجراء سلسلة من المناقشات المتعمقة عن عمل هيتشكوك في أفلامه، وينهي الرسالة: «سيدرك الجميع أن هيتشكوك أعظم مخرج في العالم بأسره»، ويرد هيتشكوك: «عزيزي السيد تروفو، إن رسالتك اسالت الدموع من عيني، كما إني ممتن لتلقي مثل هذه الإشادة منك». يلتقي الإثنين في باريس ويوافق هيتشكوك على إجراء حوار طويل على مدة اسبوع، ويصطحب تروفو مترجمة متعاونة هي «هاين سكوت» التي كانت تترجم كلمة بكلمة. يكتب تروفو الكتاب بعناية وتدقيق وكأنه يكتب واحدا من أفلامه.

### من حوار الفيلم
يبدأ الحوار هيتشكوك نفسه بسؤال طالما دار بالأذهان: «لماذا تظهر أفلام هيتشكوك بشكل جيد؟ ولا تبدو من الطراز القديم؟ .. حسنا أنا لا أعرف الإجابة»، ويجيب تروفو: «أعتقد السبب إنها أفلام دقيقة جدا ولا ترتبط بزمن محدد، لإنها مصنوعة لك.. لنفسك»، ويجيب هيتشكوك: «نعم هذا صحيح». يظهر هيتشكوك وهو يشير إلى البيت الذي دارت فيه أحداث فيلم «سيكو»، ويأخذ الكاميرا لجولة داخل البيت المرعب.
استمر هيتشكوك وتروفو في المراسلة ومراجعة سيناريوهات أفلام بعضهما البعض، بعد نهاية مقابلة 1962، وظل هيتشكوك محاطا بسؤال آثاره في الحوار مع تروفو: هل علي أن أقوم بتجارب أكثر على الشخصيات والسرد؟ هل أصبحت أسير في شكلي الخاص؟ وظلت الأسئلة القديمة تحوم حوله: هل هو فنان أم هو مقدم تسالي؟

## وصلات خارجية
مقالات تستعمل روابط فنية بلا صلة مع ويكي بيانات